# Bovigny
Bovigny (Waals: Bovgnî) is een plaats en deelgemeente van de Belgische gemeente Gouvy. Bovigny ligt in de provincie Luxemburg en was tot 1 januari 1977 een zelfstandige gemeente. 

## Demografische ontwikkeling
- Bronnen:NIS, Opm:1831 tot en met 1970=volkstellingen

## Bezienswaardigheden
In de gemeente ligt een minibrouwerij genaamd Brasserie Les 3 Fourquets waar rondleidingen gegeven worden.
De Saint-Martinkerk werd gebouwd in 1891. Enkel de toren is ouder en is het restant van een eerder kerkgebouw. De kerk is omgeven door een kerkhof. De pastorie dateert uit 1766.

## Geboren in Bovigny
- Jean Bock (1931-2022), politicus

Deelgemeenten: Beho · Bovigny · Cherain · Limerlé · Montleban

Overige dorpen: Baclain · Brisy · Cherapont · Cierreux · Courtil · Deiffelt · Gouvy · Halconreux · Hallonru · Honvelez · Langlire · Lomré · Ourthe · Renglez · Rettigny · Rogery · Sterpigny · Steinbach · Vaux · Wathermal

Belgische gemeenten · Arrondissement Bastenaken · Luxemburg · Wallonië